# Borve (Barra)
Borve, schottisch-gälisch: Borgh, ist eine kleine Ortschaft an der Westküste der schottischen Hebriden-Insel Barra und gehört somit administrativ zur Council Area Äußere Hebriden. Sie liegt etwa drei Kilometer nordwestlich von Castlebay, dem Hauptort der Insel, und sollte der Standort der 2008 gegründeten Whiskybrennerei Isle of Barra, der einzigen Destillerie der Insel werden.
In der Nähe von Borve, direkt neben der A888, befinden sich zwei von insgesamt sieben Menhiren auf der Insel. (56° 58′ 57,3″ N, 7° 30′ 41,6″ W).
Borve liegt an der A888, dem Hauptverkehrsweg der Insel; der Barra Airport ist etwa fünf Kilometer entfernt.

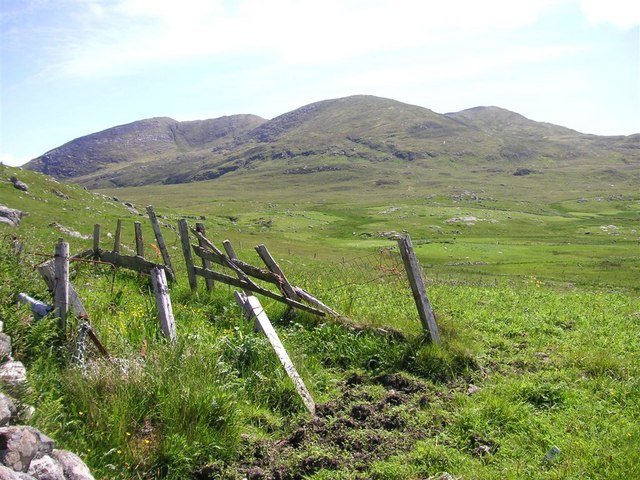
Landschaft nahe Borve
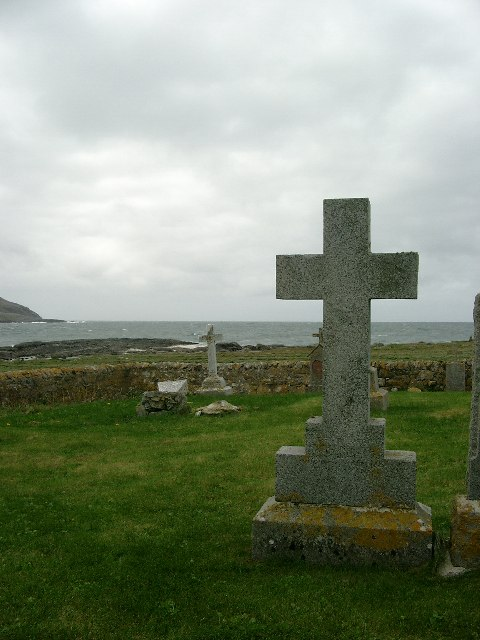
Historischer Friedhof nahe Borve
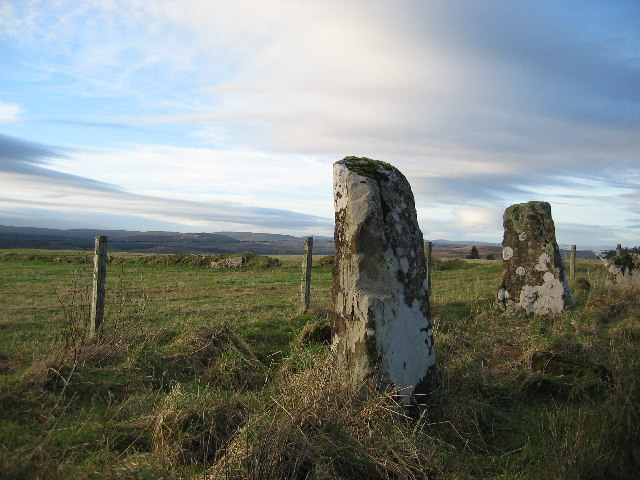
Stehende Steine nahe Borve